# 神封
神封（じんぷ）とは、神社に対して寄進された封戸。
神封の住民は租税や課役を神社に納めたり、祝などの役職を務めることで神社に奉仕した。こうした住民を神封戸（じんふこ）と呼ぶ。
一般的には神戸（じんこ、かんべ）または神部（かんべ、かむべ）と同義とされるが、その成立時期や初期における役割には差異があったと考えられ、両者の混合が進んだのは、奈良時代後期から平安時代初期にかけてと考えられている。
神戸の多くが大化前代に遡ることが出来ると考えられる所謂部民であったと考えられるのに対して、神封は律令制による食封制度の一環として成立したと考えられている。ただし、養老令などに直接規定したものは無く、『令集解』の禄令令条外条における朱説（明法家による注釈とされる注記）に示されているに過ぎない。従って神封に関する規定は太政官符・太政官牒で定められていた。
当初は神封戸は神戸とは違い、賦役令の封戸に関する規定によって庸調及び課役のみを負担して田租の半分は神社に残りは国家に納めていたと考えられている。ところが、天平11年（739年）に封戸の租は全て封主（神封の場合は神社）に納めることとされ、神戸との税制的な違いが消滅した。また、この頃より神社に対しても官人と同様に位階を授けて位封を支給する制度が行われるようになり、官人の位階と同様の位封が授けられた（ただし、『続日本紀』などの記録によれば、全額が支給されていない例もあったことが判明する）。これも神封として扱われた。
平安時代初期になると、実質的な差異が失われた神戸と神封が混同されて同一に扱われるようになった。『新抄格勅符抄』に所収されている大同元年（806年）の太政官牒では一括して扱われ、この頃には両者が同一のものとみなされていたとみられている。